# بول دوبس
بول دوبس (بالإنجليزية: Paul Dobbs)‏ مواليد 5 أكتوبر 1970 - الوفاة 10 يونيو 2010، كان متسابق دراجات نارية نيوزلندي. نافس في كأس جزيرة مان السياحية وكان أول سباق له فيها سنة 1999 وحصل على جائزة أفضل قادم جديد. توفي إثر حادث تعرض له أثناء السباق.